# William Smyth
William Smyth (ou Smith) (c. 1460 - janvier 1514) est évêque de Coventry et Lichfield de 1493 à 1496 puis évêque de Lincoln jusqu'à sa mort. Il occupe des fonctions politiques, la plus importante étant celle de Lord Président du Conseil du Pays de Galles et des Marches. Il devient très riche et est le bienfaiteur de nombreuses institutions. Il est cofondateur du Brasenose College d'Oxford et dote un lycée dans son village natal dans le Lancashire.

## Jeunesse et éducation
Smyth est né dans le village de Farnworth, dans le sud du Lancashire, dans la paroisse de Prescot, qui fait maintenant partie de la ville de Widnes, dans l'arrondissement de Halton. Smyth est le quatrième fils de Robert Smyth de Peel Hall,. Il aurait été élevé pendant sa jeunesse à Knowsley Hall, la maison voisine de Thomas Stanley, 1er comte de Derby. À cette époque, Stanley est marié à sa seconde épouse Margaret Beaufort, comtesse de Richmond. Margaret est la mère du futur Henri VII par son précédent mariage avec Edmund Tudor, 1er comte de Richmond et elle a une influence importante dans la vie de Smyth.
Smyth va à l'Université d'Oxford. Son collège est incertain, étant soit Oriel, soit Lincoln, ou les deux successivement. En 1476, il obtient le diplôme de licence en droit canonique et en 1492, il obtient le diplôme de licence en droit civil.

## Vie ecclésiastique
Le 24 septembre 1485, un mois après la bataille de Bosworth et l'accession au trône d'Henri VII qui en résulte, Smyth reçoit le bénéfice de doyen de Wimborne, Dorset, où les parents de Margaret sont enterrés. Le 20 octobre 1485, il est nommé chanoine et prébendier de la chapelle Saint-Étienne du palais de Westminster, dont il devient doyen en 1490. Il obtient plus tard la cure de Combe Martin, Devon, de Great Grimsby et le 14 juin 1492, il est institué recteur de Cheshunt, Hertfordshire.
Le 1er octobre 1492, il devient évêque de Coventry et Lichfield et est consacré le 3 février 1493 par l'archevêque Morton. Le 6 novembre 1496, il est transféré au diocèse de Lincoln.

## Vie politique
Le 20 septembre 1485, Smyth obtient une place à la Cour de chancellerie en tant que gardien du hanaper, ce qui lui donne un salaire à vie. En 1486, il obtient une concession pour la garde des filles d'Édouard IV. En 1493, Smyth est nommé membre du Conseil du Pays de Galles et des Marches du Prince Arthur. En 1500, il est nommé chancelier de l'Université d'Oxford.
Le prince Arthur meurt en avril 1502 et en août de la même année, Smyth devient Lord Président du conseil, lui confiant l'entière responsabilité de l'exercice du pouvoir royal au Pays de Galles. Il continue à occuper ce poste au moins jusqu'en 1512 ou, éventuellement, jusqu'à sa mort. En août 1502, il n'est plus chancelier de l'Université d'Oxford.

## Philanthropie
En novembre 1495, Smyth refonde l'hôpital Saint-Jean-Baptiste de Lichfield et y ajoute une école pour enfants pauvres. En 1500, il fonde la chapelle Cuerdley qui est ajoutée au bas-côté sud de l'église St Luke de Farnworth pour l'usage de ses locataires de Cuerdley. Le village voisin de Cuerdley est le siège de la très ancienne famille Smith de Cuerdley, ses ancêtres armoriés dont le célèbre capitaine John Smith revendiquait également sa lignée. Il achète un terrain comprenant un sentier allant du village à l'église pour permettre à ses locataires d'entrer par une porte séparée afin d'éviter tout contact avec les habitants de Farnworth au moment de la peste. En 1507, il fait une dotation de 350 £ pour fonder un lycée à Farnworth, son village natal.
Également en 1507, Smyth fonde une bourse à l'Oriel College d'Oxford et donne des manoirs au Lincoln College. À peu près à la même époque, lui et Richard Sutton entreprennent de fonder un nouveau collège à Oxford. Ils reconstruisent Brasenose Hall, y ajoutent d'autres salles et, après avoir obtenu une charte en 1512, l'appellent « la haule et le collège du roi de Brasennose ». C'est maintenant le Brasenose College. L'intention de Smyth au collège est d'en faire bénéficier au clergé du nord de l'Angleterre. Les douze boursiers du collège devaient être nés dans le diocèse de Coventry et Lichfield, ou venir du Lancashire, et particulièrement de la région de son lieu de naissance. Il donne au collège ses terres de Cold Norton et, par son testament, un héritage considérable de terres, d'argenterie, de vêtements, de manuscrits et de livres.

## Réputation et héritage
Les devoirs ecclésiastiques, juridiques et politiques de Smyth l'occupent beaucoup, et il réside peu dans son diocèse. Il est très riche et est décrit par Hugh Latimer comme étant l'un des « prélats qui ne prêchent pas » ; aucun sermon de sa part ne nous est parvenu. Il s'est livré au népotisme : Matthew Smyth est le premier directeur du Brasenose College, un certain William Smyth est archidiacre de Northampton puis de Lincoln et un autre William Smyth est nommé à l'hôpital St John de Lichfield.
William Smyth meurt le 2 janvier 1514 au Buckden Palace, aujourd'hui dans le Cambridgeshire, l'une des résidences des évêques de Lincoln. En plus des legs au Brasenose College et à la cathédrale de Lincoln, il prévoit la construction d'un hôpital à Banbury. Il est enterré dans la cathédrale de Lincoln.